# Aubencheul-au-Bac
Aubencheul-au-Bac is een gemeente in het Franse Noorderdepartement (Frans: département du Nord) (regio Hauts-de-France). De plaats maakt deel uit van het arrondissement Cambrai. Aubencheul-au-Bac telde op 1 januari 2022 535 inwoners.

## Bezienswaardigheden
- Petrus- en Pauluskerk in Aubencheul-au-Bac
- Kerkhof van Aubencheul-au-Bac

## Geografie
De oppervlakte van Aubencheul-au-Bac bedroeg op 1 januari 2022 3,2 vierkante kilometer; de bevolkingsdichtheid was toen 167,2 inwoners per km².

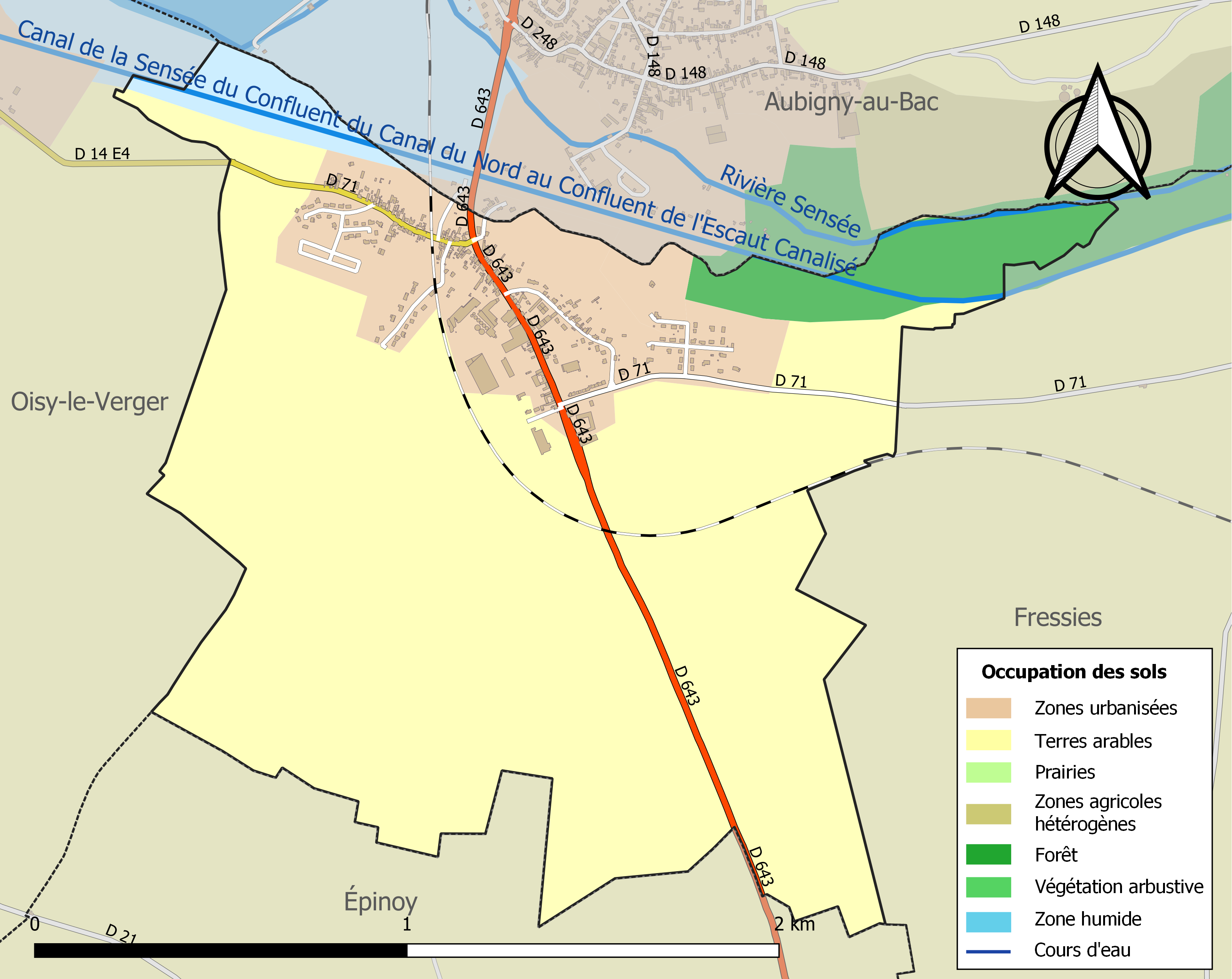
Kaart van de gemeente met belangrijkste infrastructuur, bodemgebruik en omliggende gemeenten

## Demografie
Onderstaande figuur toont het verloop van het inwonertal (bron: INSEE-tellingen).